# Rua Amaral Gama
A rua Amaral Gama é um logradouro do município de São Paulo, SP, Brasil.
Essa rua começa na Rua Alfredo Pujol, na zona norte, liga-se a vias de Santana, como Rua Voluntários da Pátria, Rua Conselheiro Saraiva e termina na Rua Conselheiro Moreira de Barros.

## Quem Foi Amaral Gama?
Dr. Luiz Cesar do Amaral Gama (Campos,  9 de agosto de 1848 - São Paulo, 12 de julho de 1921), foi engenheiro civil  e trabalhou na construção de obras na cidade. O doutor foi homenageado em duas ruas do bairro de Santana: Doutor César e Amaral Gama.

## Características
A Amaral Gama é uma rua importante no bairro, pois que dá acesso ao Alto de Santana. No começo do século XX era uma rua muito movimentada por causa dos bondes elétricos. Hoje é uma rua  comercial com a presença de um condomínio fechado, o 8º Cartório de Registro Civil, o Colégio SAA e um moderno centro empresarial.